# Autokefální církev

Časová osa organizace pravoslavných církví, včetně vyznačení jejich autokefality (k r. 2022)

Autokefální církev je společenství křesťanů, které je organizačně a právně nezávislé, nepodléhá tedy žádné vnější autoritě.

## Charakteristika
Autokefalita je typická pro pravoslavné a orientální církve, organizované většinou na národním principu (např. Pravoslavná církev v českých zemích a na Slovensku, Pravoslavná církev Ukrajiny, Řecká pravoslavná církev, Ruská pravoslavná církev, Srbská pravoslavná církev apod.). V praxi se projevuje například tím, že zcela nezávisle ustanovují svého nejvyššího představitele (metropolitu či arcibiskupa). S dalšími církvemi však autokefální církve sdílejí věrouku, liturgii a kanonické právo.